# ドロップ (小説)
『ドロップ』は、品川ヒロシによる小説を基にした日本のメディアミックス作品。小説は2006年8月にリトルモアから出版された。また、作中の登場人物のモデルとなった井口達也による自伝のスピンオフ小説『チキン』が2009年10月に同社から出版された。
『月刊少年チャンピオン』（秋田書店）にて、鈴木大によるコミカライズ版が2007年4月号から連載され、2011年8月号より『ドロップOG アウト・オブ・ガンチュー』と改題して2020年2月号まで連載された。また、同誌にてスピンオフ作品である『チキン 「ドロップ」前夜の物語』が2010年9月号から連載されている。2019年10月時点でシリーズ累計発行部数は900万部を突破している。
2009年3月20日に著者である品川本人が監督・脚本を務めた映画が公開された。配給は角川映画。
2023年にWOWOWにてテレビドラマ化された。

## あらすじ
15歳の中学生、信濃川ヒロシは、あこがれていた不良になるため、全寮制の私立中学から狛江の公立中学に転校した。その学校は井口達也という不良を中心にまとまっており、ヒロシは転校初日に屋上に呼び出される。他校の生徒にタイマンで勝ち、その口先と根性を認められて仲間入りを果たし、他校と喧嘩に明け暮れる不良ライフがスタートする。

## 登場人物
演の項は映画版／テレビドラマ版のキャスト。

### 狛江北中
制服はブレザー。5人しか不良がいない不良弱小校だが、ヒロシに言わせれば『少数精鋭のエリート・ヤンキー校』らしい。
信濃川 ヒロシ（しなのがわ ヒロシ）
演 - 成宮寛貴/細田佳央太
3年。本作品の主人公。赤髪（地毛）の坊主頭（実写、漫画版では元々は黒髪だったが、転校と同時に染めた）。
元は頭が良く私立中学に進学するが、寮に入り、だんだん勉強を怠けるようになる（今では成績は悪い）。その後『湘南爆走族』、『ビー・バップ・ハイスクール』などの漫画を読んで不良に憧れ、不良になることを決意し、狛江北中へ転校した。親にはエスカレーター式に進学をするのが嫌だからと嘘をつき転校を希望し、中三の夏に不良デビューしたばかりの不良ルーキー。
にわか不良でビビリ屋だが、ゆえに相手への恐怖から加減がなく、キレると手がつけられなくなる。金的蹴りや目潰しが得意で、その他不意打ちなど卑怯な攻撃が目立つが、結果的に勝利を収めることが多い。口喧嘩の方が得意だが、弱いわけではないようである。達也とタイマンを張り、敗北した。
みゆきのことが好きで、達也の彼女であるため、気持ちを押さえていたが告白する。中学を無事卒業し、高校に進学するも、暴力沙汰により退学になる（映画ではスーミンと他の同級生たちが起こしたトラブルにより、入学式前にこのようになった）。
普段は常識人の感性を持っているが、極端に一言が多く、余計なことを言って赤城やテルなどを怒らせてしまい、殴られたこともあり、それが原因で何らかのトラブルを抱えるなどといった「薮を突付いて蛇を出す」ともいえる行動も多い。下ネタが大好きだが、未だに童貞。
熱狂的なジャッキー・チェンのファン。主な武器はバット。名前の由来・モデルは原作者である「品川ヒロシ」ということになっているが品川祐本人はごくごく普通の一般人であったようである。
グリフィンとの一件から今後の対組織的なことを危惧して、知ってる奴や街にいる奴らをスカウトして誰にもナメられない最強のチームを作ることを提案する。
井口 達也（いぐち たつや）
演 - 水嶋ヒロ/板垣瑞生
3年。狛江北中の不良グループのリーダー格。
金髪でアイドルのようなルックスとは裏腹に、3度の飯よりケンカが好きで、やることは非常に残虐である。面倒なことが嫌いかつ飽きっぽい性格で、言い出したら聞かず、かなり無茶苦茶な行動に出ることもしばしばある。空手をやっていたこともあり、喧嘩はかなり強く、赤城とケンカはまったく互角である。暇つぶしに転校して来たヒロシを住田とタイマンさせ、ヒロシが勝ったことで仲間に入れる。必殺技は一本背負いとサッカーボールキック。常に30cmほどの鉄パイプ（学校の椅子の脚）を携帯している。
ルックスとケンカが強いギャップから年齢を問わず女に人気があり（事実複数の女と肉体関係があり）、現在でも複数の女と付き合っている。狛江西中のテルとは犬猿の仲だったが、後に仲間となる。
タバコを吸いながらラーメンを食べるという変な組合せをする。原チャリの運転はかなり荒い。小学校時代は女の子のような顔からいじめられていたが、父親に空手を紹介され、そこで強くなった。それからワン公や森木、ルパンと出会う。
東京に攻め込んできたグリフィンの由利とタイマンを張り、手のケガが原因で敗北。その後リベンジのため一人で神奈川に乗り込んでガガンボを一方的に叩きのめし、鉄児を鉄パイプで気絶させ、由利を倒してリベンジを果たした。「ドロップOG」からロン毛になった。
実在の人物がモデルとなっており、映画公開後に開設された井口達也ブログが注目された結果、ドロップ序章とも言える小説『チキン』を発表することとなった。同小説は現在漫画化され、「月刊少年チャンピオン」誌上で連載中。
森木 隆（もりき たかし）
演 - 波岡一喜/林カラス
3年。襟足をのばしたリーゼントと短ブレがトレードマーク。漫画と映画版では眼鏡をかけている。
達也の幼馴染で右腕的存在。そのため、ヒロシと喧嘩になった時、達也が代わりにタイマンを張ることになった。クールで冷静な性格で、何かと達也がやろうとすることに水を差し、喧嘩になると我を忘れがちな達也たちのブレーキ役。
家庭の事情で不良になった。ラムネをいつも飲んでおり、武器はボトル。
実は真性包茎であることをずっと隠していた。
達也がグリフィンにやられたと知り、ワン公と共に敵地に辿り着くも、グリフィンメンバーのヒロシに完膚なきままに叩きのめされる。「ドロップOG」にも登場しており、赤城奪還にも参加している。ヒロシらを誘き寄せるためにワン公、ルパン、ジョー、矢作と共に鬼兵隊に多摩川の水門で人質にされる。
ワン公 / 山崎 秀樹（やまざき ひでき）
演 - 若月徹（若月）/大友一生
3年。通称「ワン公」、坊主頭（映画ではリーゼント）で細身の長身。
常にテンションが高いお調子者で、何かがあるごとに「フウー」（漫画では「ヒョー」）などと奇声を発する。人だろうが物だろうが、肉食獣のように何にでも噛み付くことから、今のようなあだ名で呼ばれている。他人の口マネをよくしており、特に達也の口マネが多い。「狂犬」の異名を持ち、必殺技は相手に噛み付くことだが、血は苦手の様子。
「ドロップOG」にも登場しているが今のところあまり目立った活躍は見られない。達也がグリフィンにやられたと知り、森木と共に敵地に辿り着くも、グリフィンメンバーのヒロシに完膚なきままに叩きのめされる。ヒロシらを誘き寄せるために森木、ルパン、ジョー、矢作と共に鬼兵隊に多摩川の水門で人質にされる。
ルパン / 安城 豊（あんじょう ゆたか）
演 - 綾部祐二（ピース）/森永悠希
3年。通称「ルパン」、さらさらの髪の毛（映画では白のメッシュが入っている）と首に巻いたバンダナが特徴。ゲームが得意である。
喧嘩は強い方では無いようで、漫画版では狛江西中に囲まれた際に逃げたこともある。しかし、万引きから、窃盗、空き巣などあらゆる盗みをはたらく盗みの天才（小学5年生のころからやっていたらしい）で、中古車なども盗めるほどである。その腕から怪盗ルパンから名前を取り、「ルパン」と呼ばれている。本人曰く「悪いことは泥棒しかしない」らしく、ヒロシ同様、常識人としての感性を持っている。スタンガン所持、窃盗容疑で鑑別所行きになったこともある。彼の兄である安城信男も盗みがうまい。
「ドロップOG」にも登場しており、赤城奪還には参加していなかったが、その内容をある程度は把握しており、ワン公とテルに釣りをしながらその内容について語っていた。ヒロシらを誘き寄せるために森木、ワン公、ジョー、矢作と共に鬼兵隊に多摩川の水門で人質にされる。

### 狛江北中・教師
田丸（たまる）
演 - 藤本敏史（FUJIWARA）
狛江北中の体育教師。
菊池（きくち）
狛江北中の教諭。

### 調布南中
卒業生の約半分が暴走族内定済みと言われ、暴走族・調布鬼兵隊の予備軍が数多く在籍する調布最強のヤンキー中学。
赤城 亨（あかぎ とおる）
演 - 増田修一朗/高橋侃
3年。在校生全員がパンチパーマと噂される調布南中の中でも、特に強いと評判の一人。調布鬼兵隊に所属。加藤と共に将来の幹部候補と噂される。「パトカー3台を廃車にした」という伝説の持ち主で、喧嘩は鬼のように強い（達也とまったく互角）が、実は礼儀正しく律儀な性格。車にはねられても走って追いかけてくるなどかなりタフである。
ファミレスの窓を割って不意打ちで達也たちを襲撃し、勝利している。そして、狛江西中に殴り込みをかけ、ジョーら数十人に加藤と共に勝利している。テルと3度タイマンを張るが全て勝利。達也たちを襲撃した数日後、仲間たちと集会を開いているところに復活した達也たちと再戦し、達也とタイマンを張ろうとするも、警察隊が突入しタイマンは張れずそのまま警察隊に加藤と共に突っ込み、残ったルパンと共に逮捕され鑑別所に送られたこともある。ボクシングをかじっている。
鬼兵隊には顔を出さず加藤と共に毎日ヒロシたちとのケンカに明け暮れている。
「ドロップOG」にも登場しているが朝日の命令で出動していた調布鬼兵隊機動隊隊長の渡拳に遭遇し、鬼兵隊に顔を出すよう言われるが断ったため、拉致される。その後、救出に来た森木が阿木に追い詰められていたところに割って入り、パンチの連打を浴びせ、勝利。
その後、鬼兵隊に襲われそうになったヒロシたちを助けるために、彼らを説得させようとするが、ヒロシたちは助かったものの、鬼兵隊に連れていかれてしまった。
加藤 宏次郎（かとう そうじろう）
演 - 住谷正樹/松本享恭
3年。赤城の相棒で調布鬼兵隊に所属。大柄かつ筋肉質な体格が特徴の生徒。鬼兵隊では珍しく坊主頭。赤城と共に将来の幹部候補と噂される。喧嘩っ早く、頭は悪いが仲間意識が強い性格で赤城からは信頼されている。「高校生5人をバイクごと川に沈めた」という伝説の持ち主で、赤城と同じく喧嘩はかなり強く、怪力の持ち主。赤城と共にファミレスに溜まっていた達也たちを襲撃し、勝利。
達也たちを襲撃した後に、仇を取りに来たテルとタイマンを張り、互角の勝負を繰り広げたが赤城と共に逮捕され鑑別所に送られる。学校でテルとタイマンを張ろうとしていたところ、東京に攻め込んできたグリフィンの門田と藤が乗り込んできたことから藤とタイマンを張るも、一撃で倒されてしまう。赤城と同じく、不良のくせに身体を鍛えている。その後、鬼兵隊には顔を出さず赤城と共に毎日ヒロシたちとのケンカに明け暮れている。
「ドロップOG」では朝日の命令で出動していた調布鬼兵隊機動隊隊長の渡拳に遭遇し、鬼兵隊に顔を出すよう言われるが断ったため、拉致された赤城を助けるためにヒロシたちの元へ、「力を貸してほしい」と頼みに行く。その後ヒロシたちと共に赤城を奪還しに行き、渡とのタイマンで苦戦を強いられるも、最後は持ち前のパワーで勝利。
その後、赤城とともに鬼兵隊に襲われそうになったヒロシたちを助けるために、彼らを説得させようとするが、ヒロシたちは助かったものの、赤城とともに鬼兵隊に連れていかれてしまった。
柿垣 誉（かきがき ほまれ）
「ドロップOG」のみの登場。3年。小柄だがメッシュが入っている黒髪と厳つい唇（タラコ唇）が特徴。赤城と加藤を連行するため、渡にスカウトされる。
小さいころから毎日母親に暴力を振るわれ、そのことがトラウマとなっているため、暴力を憎んでいる。
関節技や絞め技などを得意とするグラップラー。反面、打撃は弱い。
ヒロシたちが赤城を奪還しに来た際には、マサトとタイマンを張り、得意のグラップリングで応戦するも、最後はマサトの頭脳プレーに敗北。
阿木 宗太郎（あぎ そうたろう）
「ドロップOG」のみの登場。3年。下衆な性格を買われ、赤城と加藤を連行するため、渡にスカウトされる。
ケンカの際に、ホッチキスや爪切りを使って敵を攻撃するシャバゾー。渡には「最低のザコ」と称されている。
ヒロシ達が赤城を奪還しに来た際には、森木とタイマンを張り、クギバットを使って追い詰めるも、縄から脱出した赤城の連打を浴び、敗北。

### 調布東中
狛江市に学区が隣接する他市中学校。狛江北、狛江西のどちらとも仲が悪い。
スーミン / 住田 清彦（すみだ きよひこ）
演 - SUGURU
3年（原作ではリーゼントだが、映画ではポニーテイル）。
中学時代はヒロシたちの敵だったが、高校に入ってからは仲間となる。原作・漫画ではニキビ面で口臭がきついため、中学時は「ニキビ面」と呼ばれていた。父親の模擬刀を武器にしている。すぐ先輩やケンカの強い奴（赤城や加藤など）に頼るなど性格はかなり軟弱。
達也たちに負けたことから赤城と加藤に頼りヒロシたちをボコボコにする。その仕返しに達也たちにセックスしていた際に溜り場から拉致され、チン毛を燃やされたことがある。テルとタイマンを張るも一撃で敗北。
ヒロシの転校初日に屋上の上から足にロープを付けて達也に蹴り落とされ、バンジーさせられる。
「ドロップOG」にも登場しているが人間性はあまり成長しておらず、現在でも口臭がきつい。
赤城奪還の際にはヒロシや達也らに赤城が拉致された場所を教えて彼らに自作の地図を渡した（ヒロシ曰く字は汚い）。
梅垣 光秀（うめがき みつひで）
漫画版のみの登場。鉄板入りの靴やメリケンサック、ナイフを携帯し模擬刀まで振り回す危険な奴。しかし、何かにつけ武器を持ち出すそれは、素手による喧嘩への自信の無さと、アタマとして絶対に負けることができないというプレッシャーの表れでもある。ヒロシとタイマンを張るが敗北（その時、顔に火傷を負った）。
藤盛 慎吾（ふじもり しんご）
漫画版のみの登場。一年を総括している。藤森慎吾をモデルにしたキャラクター。かなりナルシストで、武勇伝を話している最中に達也に殴り飛ばされ敗北。

### 狛江西中
四中（他、狛江北・調布東・調布南）の中では最大の不良人数を誇る。組織化された強力な『軍団』で、四中制覇を目指す。
テル / 石川 照美（いしかわ てるみ）
演 - 坂本雅仁（アホマイルド）/長田拓郎
3年。通称「テル」、狛江西中の頭。カバのような面でゴリラのように体が大きいため、ヒロシから『ゴリラカバ』と称されている（原作では坊主頭だが、映画ではリーゼント）。
達也の宿敵で、元は達也たちと激しく衝突していたが、調布南中にヒロシたちと殴り込みに行ったことから友情が芽生え、仲間となる。喧嘩はかなり強く、達也とほとんど互角で戦績は3勝3敗。しかし、赤城とは3度タイマンを張るが全て敗北している。OB会の決定を無視して鬼兵隊に乗り込み仲間の仇を討ったことから、OB会が暴力を背景に舎弟たちへ圧力をかけ始めたため、自身が犠牲になることを選ぶが、ジョーらの活躍によってOB会は事実上の壊滅に追い込まれたことにより、狛江西の頭に戻るかに思われたが、責任を取って頭の座をジョーに譲り、自ら退いた。その後はヒロシたちと共に行動している。また自動車を運転したこともある。
見かけに寄らず情に厚く、ひどく涙もろい。調布南中で加藤とタイマンを張ろうとしていたところ、東京に攻め込んできたグリフィンの門田と藤が乗り込んできたことから門田とタイマンを張るが、一方的に叩きのめされてしまう。
「ドロップOG」にも登場する。スーミンを瞬殺したり、矢作奪還にも参加し、鬼兵隊所属の不良を返り討ちにするなど、活躍している。
ジョー / 明智 丈（あけち じょう）
演 - 兵頭功海
漫画版、実写ドラマ版に登場。2年。通称「ジョー」、狛江西中のナンバー2。テルの右腕。ヒロシにキリンと言われた。
1年のとき、すでに狛江西中の頭だった2年のテルを、背後ろから椅子で殴ったことで有名。そのときにテルにボコボコにされてからはナンバー2に収まっている。マスクで隠している口元の傷は、テルに返り討ちにされついたもの。速攻と足技を得意とする。加藤と共に狛江西中に殴りこみに来た赤城とタイマンを張るが、取り巻き数十人と共に敗北。その後KNE（狛江西のOB組織）を壊滅させた。テルの引退後は狛江西中の頭になり、貫禄も付いた。
「ドロップOG」にも登場し、ヒロシらを誘き寄せるためにワン公、森木、ルパン、矢作と共に鬼兵隊に多摩川の水門で人質にされる。

### KNE
漫画版のみの登場。「狛江西卒業生からなる組織」、別称は『OB会』。狛江西中のケツモチ。
染谷（そめたに）
現OB会の中心的人物。進学も就職やバイトもしようとせずに、毎日ぷらぷらしている半端者（要するにニート）。特に喧嘩が強いわけでもないが、先輩風だけは一人前に吹かしており、テルやジョーを見下している発言も多い。極めて怠惰かつ卑劣な性格をしている人間のクズ。
加賀谷（かがや）
染谷の腰巾着でその染谷と同じくニートにして人間のクズ。進学も就職やバイトをしようとせずに、毎日ぷらぷらしている。

### 川西高校
ゴジラ
商業科B組の生徒（備考：信濃川ヒロシと住田清彦は、商業科A組）。なぜゴジラと呼ばれているのかは定かではない。

### 調布鬼兵隊
赤城と加藤以外は漫画版のみの登場。全国的にたくさんの支部があり、東京最大にして最強の暴走族“鬼兵隊”の調布支部。狛江、調布周辺の悪童を中心にメンバーは200人を超えると言われている。「敗北するべからず」「裏切るべからず」が鉄の掟。鬼兵隊に入るには隊の人間を一人指名して、タイマンで勝たなければ入隊できない。
灘 正史郎（なだ せいしろう）
調布鬼兵隊総長。無駄な争いや勢力拡大を好まない穏健派。必殺技は敵の攻撃を受けてパワーを体内に蓄え、そして蓄えたパワーを拳で吐き出す「灘葬送」。朝日が多摩川協定を破り、兵隊を送り込んだ件で朝日とタイマンを張り、敗北したため総長の座を朝日に奪われる。
渡 拳（わたり けん）
調布鬼兵隊機動隊隊長。ケンカは強くないとの評判ながら幹部にまで上りつめた男。朝日の命令で、最近鬼兵隊に顔を出していなかった赤城と加藤を連行するため、出動する。その後、柿垣、阿木といった後輩を引き連れ、赤城を拉致する。
ヒロシたちが赤城を奪還しに来た際には、加藤とタイマンを張り、バイク攻撃で応戦するも、最後は加藤の持ち前のパワーの前に敗北。
柳 京章（やなぎ けいしょう）
調布鬼兵隊近衛隊隊長。「白バイプレス機」の異名を持つ。
コワモテな外見に似合わず母親の写真をペンダントにして大事にしている写真を見ながら「あいつをやっけるからねママ」と発言するなどマザコン的な言動が目立つ。
雨木 大栄（あまき だいえい）
調布鬼兵隊後備隊隊長。「マッポ50台殺し」の異名を持つ。
一 正（はじめ ただし）
調布鬼兵隊会計総括。「生皮ハガシのマサ」の異名を持つ。
三上 隆夜（みかみ たかや）
調布鬼兵隊本体遠征隊隊長。「ヤングライオン」の異名を持つ。
五藤 啓吾（ごとう けいご）
調布鬼兵隊遊撃隊隊長。常に面白いことを探している調布鬼兵隊古参の幹部。腕っ節が強く、腕相撲もめっぽう強い。
登場する場面のほとんどで酒（主にウイスキー）を飲んでいる。
「楽しませてくれるんだろうな」と「暇つぶしにならないかね」が口癖。
桃沢 英吉（ももざわ えいきち）
調布鬼兵隊強襲隊隊長。族の抗争でキレて大笑いしながら20人ほどを血祭りにした（やられた半分は味方）「河川敷笑死事件」をおこすなどキレると見境いがなくなる戦闘狂。灘の指示によりグリフィンを叩くために部下と共に出動するも、グリフィンメンバーのヒロシたった一人に全滅させられる。
溝口 朝日（みぞぐち あさひ）
調布鬼兵隊特攻隊長（後の調布鬼兵隊総長）。ヒロシからは「想像の世界で生きる大バカ」と称されている。灘に目をかけられ、次期幹部候補と噂されている赤城と加藤のことを嫌い、穏健派の灘のやり方に不満を持っていた。次期総長の座を狙っていたため、その手始めに次期幹部の座を得るために勢力拡大をしようと多摩川協定を無視して唯一支部のない神奈川へ兵隊を送り込むも、失敗に終わる。その後幹部たちにバレるが、最終的に前総長・灘をタイマンで沈め下克上を果たし、新総長となる。調布鬼兵隊の勢力拡大のため、グリフィンとヒロシたちをぶつけて潰すために鉄児を送りこんだ。
岡 夕也（おか ゆうや）
調布鬼兵隊特攻副隊長（後の調布鬼兵隊隊長）。朝日に絶対の忠誠を誓う右腕で、雷神の二文字を特服に背負う豪腕。朝日と共に次期幹部の座を得るために、勢力拡大をしようと唯一支部のない神奈川へ兵隊を送り込むも失敗に終わる。バイクを持ち上げたり、鬼兵隊の幹部をガードの上から一発で倒すほどのパワーを持っている。
赤城 亨（あかぎ とおる）
詳細は調布南中を参照。
加藤 宏次郎（かとう こうじろう）
詳細は調布南中を参照。
志戸 鉄児（しど てつじ）
調布鬼兵隊特攻隊に所属するが、新人らしく、赤城が顔も名前も知らなかった。ヒロシたちにグリフィンの情報をもたらした人物。ガガンボが優勝した関東空手選手権から4年後、全く逆の特性を生かして優勝し、「モスキート」と呼ばれていた。
青柳 快（あおやぎ かい）
調布鬼兵隊幹部補佐。通称「青鬼」、サービスエリアで建二とタイマンを張り、敗北。
赤井 省吾（あかい しょうご）
通称「赤鬼」

### グリフィン（GRIFFIN）
漫画版のみの登場。自己を高めることを唯一の信条とする神奈川の独立系武闘派チーム。新月の夜に定期的に高架下に集まり、それ以外の急な集まりは街に誰か強いヤツもしくは目立つヤツが現れた場合。駅の掲示板に『XYZ』とメッセージを書き込むと呼び出すことができる。ケンカの際は、ワシの頭部と翼、ライオンの胴体を持つ怪物グリフィンの紋章が描かれた揃いのつなぎを着ている。かつてグリフィンとはたった一人の男のことを指し、街にどんな輩が攻めてこようと、その男はたった一人で戦い全てはねのけたため、グリフィンの名は知れ渡りやがて誰も街に攻めて来ることはなくなった。だがその平和もつかの間、調布鬼兵隊との抗争が始まり、長引いた末ついに鬼兵隊は本体を投入してきたが彼は一歩も退かず街を死守し三ヶ月後この世を去った。その後灘がグリフィンの男気に惚れ、他の幹部を説得し、この街とある種の不可侵協定である多摩川協定を結ぶ。調布鬼兵隊の朝日が、多摩川協定を無視してちょっかいを出したため、シメシのため東京に攻め込み、狛江と調布の不良（内訳、狛江西中1名、狛江北中1名、調布東中3名、調布南中24名、狛江西商5名、調布鬼兵隊17名）計51名をたった4人で完膚なきままに叩きのめした。その後、仲間のカタキを討つために神奈川へ乗り込んできたヒロシたちとタイマン対決をする。
由利 一（ゆうり はじめ）
グリフィン一の優男で4人の中のリーダー的存在。弟の大助と共に花屋を営んでいる。ケンカの勝敗よりも、強い者と戦うことを信条としている。ジークンドーの使い手。ヒロシがタバコを吸うのを度々注意している。達也とタイマンを張り勝利し、病院送りにした。ヒロシたちとのタイマン対決で、鉄児とタイマンを張り、完膚なきまでに叩きのめされ、敗北。その後、復讐に来た達也とタイマンを張り、敗北。
ヒロシ
20秒でマサトを戦闘不能にし、たった一人で調布鬼兵隊幹部率いる精鋭部隊を全滅させたドレッドヘアの格闘の達人。幼いころ喘息の発作を起こし入院した時に病室で観たプロレスに夢中になり、ケンカでもプロレス技を好んでよく使う。幼いころから喘息を患っており、ケンカの前や後に必ず吸入をしている。頻繁にタバコを吸い、そのことで由利から「アスリートはタバコ吸わない」と度々注意されているも言うことを聞かず、節目節目に体に染み込ませている。ヒロシたちとのタイマン対決で、ヒロシとタイマンを張り、ヒロシの卑怯な罠に掛かり、靴ひもを結ばれ動きを封じられるも、得意のプロレス技で応戦し追い詰めるが、ヒロシの口車に乗せられてしまい、最終的にチョークスリーパーを決められ、敗北。
モンク / 門田 久志（かどた ひさし）
通称「モンク」。恵まれた環境で育ちながら、世の中の全てに不満を持っている。レスリングの達人であり、低姿勢からのタックルを得意とする。また総合格闘技も修めているため打撃も得意としている。低身長がコンプレックスだが、非常に筋肉質な体をしている。藤と共に調布南中へ乗り込み、テルとタイマンを張り、一方的な攻撃で倒す実力者。自分の彼女にカードを渡して自由に買い物をさせたり、外車を乗り回すなど、家は金持ちの様子。ヒロシたちとのタイマン対決で、赤城とタイマンを張り、勝利。赤城がガガンボとのタイマンのダメージで立っているのがやっとのことや鉄児の実力を見抜くなど、かなりの洞察力を持っている。赤城と達也の睨み合いに割って入ろうとするも赤城に倒される。
藤 五郎（ふじ ごろう）
家業である植木屋を手伝う勤労青年。背が高く大柄でメガネをかけていて、両腕にタトゥーを入れている。メンバー内では、よく門田とツルんでいる。体重をいかした相撲スタイルの攻撃が得意。門田と共に調布南中へ乗り込み、加藤とタイマンを張り、一撃で倒した。ヒロシたちとのタイマン対決で、ジョーとタイマンを張り、ジョーの蹴りを顔面に何発も受けるも、最後は相撲仕込みの強烈な一撃を浴びせ、勝利。
ガガンボ / 加賀 大牙（かが たいが）
元グリフィンメンバー。通称「ガガンボ」。「ナイススティック」というパンが大好物。数年前、関東空手選手権において圧倒的リーチから一方的に攻撃し、相手は防戦一方となるがパンチ力のなさからダウンすることも許されず肉体よりも先に心が折れ、全試合『まいった勝ち』という異例の記録を作り、その手足の長い容姿と血の吸う能力のない『蚊』にたとえられ「ガガンボ」と呼ばれた。ヒロシたちを倒し、グリフィンを出し抜いて一旗揚げようと思いつき、赤城とタイマンを張り、リーチの長さを活かして一度は追い込むも、敗北。その後リベンジのために一人で神奈川に乗り込んできた達也に一方的に叩きのめされる。

### ヒロシ&デンジャラース
漫画版のみの登場。鉄児の提案でグリフィンを討つため、そして仲間の仇を討つために急きょ結成されたヒロシたち4人組の精鋭チーム。狛江北、狛江西、調布南と犬猿の仲同士をヒロシがキャラと得意の口車でまとめている。グリフィンを追って神奈川入りし、居場所を聞き出そうと現地の不良を相手に手当たり次第にケンカを売るが、皆、ヒロシたちの行動を笑うばかりで上手くいかない中、突如元グリフィンメンバーを自称するガガンボが現れ、赤城がタイマンを張り、苦戦を強いられるも勝利し、グリフィンを呼び出す方法を聞き出してグリフィンとタイマン対決に持ち込んだ。
信濃川 ヒロシ（しなのがわ ヒロシ）
詳細は狛江北中を参照。
達也のカタキを討つため、神奈川遠征に参加。グリフィンとのタイマン対決で、ヒロシとタイマンを張り、土下座をして相手の隙を誘い靴ひもを結んで相手の動きを封じ攻撃をするというタイマン勝負にあるまじき行為で応戦するも、ヒロシの強烈なプロレス技の反撃に遇い苦戦するが、得意の口車でヒロシを乗せ、最終的にチョークスリーパーを決め勝利。
ジョー / 明智 丈（あけち じょう）
詳細は狛江西中を参照。
テルのカタキを討つため、神奈川遠征に参加。グリフィンとのタイマン対決で、藤とタイマンを張り、得意の速攻と足技で応戦するも、最後は藤の相撲仕込みの強烈な一撃を喰らい敗北。
赤城 亨（あかぎ とおる）
詳細は調布南中を参照。
加藤のカタキを討つため、神奈川遠征に参加。突如現れた元グリフィンメンバーのガガンボとタイマンを張り、その圧倒的なリーチの長さに苦戦強いられるも、勝利。グリフィンとのタイマン対決で、モンクとタイマンを張るも、ガガンボとのタイマンのダメージが残っていたこともあり、敗北。その後裏切った鉄児に一方的叩きのめされるが、達也の名前を聞いた途端に復活し、達也と睨み合いをしている最中に襲ってきたモンクを返り討ちにした。
志戸 鉄児（しど てつじ）
詳細は調布鬼兵隊を参照。
神奈川遠征を提案。小柄で頼りないように感じられるがそれは芝居であり、グリフィンとのタイマン対決で、由利とタイマンを張り、完膚なきままに叩きのめし、勝利するなど実力は相当なもの。その後赤城を殴り飛ばし、突如としてヒロシたちを裏切った。実は朝日の命令で、ヒロシたちとグリフィンをぶつけて潰そうとしていたが、突如駆けつけた達也に鉄パイプで殴られ気絶した。

### ジェットロケッツ
深井 建二（ふかい けんじ）
漫画版のみで「ドロップOG」から登場。何か目的があって上京してきたカッペ（田舎者）ヤンキー。矢作と共に東京へやってきた。自称「チーム"ジェットロケッツ"の頭」。金髪のモヒカン頭が特徴。口癖は「〜ずら」や「ベイベ」。決め台詞は「俺の右腕（拳）が火ィ吹くずら」。
自身を田舎者とバカにするヤツには容赦しないが単純かつ間抜けな性格で頭も諦めも悪いうえにかなりの慌て者でヒロシとは犬猿の仲で彼にバカにされる度に口喧嘩になる。しかし達也曰く人間性はヒロシに似ているらしい。
周囲からは喧嘩に関しては素人のように思われているが右のパンチに絶対的な自信を持っており、大振りではあるもののその威力は本物でサービスエリアで鬼兵隊と遭遇した際に青柳とタイマンを張り、返り討ちにし、その後、赤井ともタイマンを張り、苦戦を強いられるも最後は自慢の右でストレートで反撃し勝利するなど、全く弱いわけではない。
松田優作のマネをしてライターの火力を上げている映写も見られるが調子に乗って火傷したこともある。
拉致された矢作を助けに行く途中に鬼兵隊を容赦なく痛めつける達也を止めにいくが、彼の挑発に乗ってしまい、タイマンを張ることになるが彼の猛攻を受け、ウンコをもらして呆気なく倒れる。
その後、達也にヒロシの家へ連れて行かれ、彼と遊びに来ていたテルに会い、彼らと共に矢作奪還を目論む。
矢作（やさく）
漫画版のみで「ドロップOG」からの登場。県外から建二と共に東京へやってきた。年齢不詳。建二の世話役で、建二のことを「頭（かしら）」と呼ぶ。
外で建二がトイレへ言ってる隙に、鬼兵隊に拉致される。
一度だけ建二を「ぼっちゃん」と呼んだことがあるがなぜそう呼んだかは不明。
ヒロシらを誘き寄せるためにワン公、森木、ルパン、矢作と共に鬼兵隊に多摩川の水門で人質にされる。

### 信濃川家
姉 / 信濃川 ユカ（しなのがわ ユカ）
演 - 中越典子/佐津川愛美
ヒロシの姉。ヒデとは中学の時からの知り合いである。
ヒデからプロポーズされていたのだが、彼の突然の死によって、願いは叶わなかった。
漫画では彼女らしき人物がヒデに弁当を届けていた。
母
演 - 田島令子
ヒロシの母親。いわゆる教育ママで、小学生のころはヒロシに毎日勉強させていた。
中学が変わり、不良になってしまった息子に泣く日々をすごすことになってしまう。あまり料理が得意では無いらしいが、彼女の作るからあげはヒロシの好物になっている。
映画版では大らかな性格となっており、正月に突然押し掛けた達也たちに対しても年越しそばを振舞っていた。
漫画版、テレビドラマ版では登場しない。

### その他の登場人物
ヒデ / 木村 ヒデオ（きむら ヒデオ）
演 - 上地雄輔/SWAY（劇団EXILE / DOBERMAN INFINITY）
ヒロシの姉の彼氏。ニックネームはヒデくん。小柄でモンチッチのような可愛らしい顔をしており、いつも鼻毛が見えているらしい。
気さくな性格で、ヒロシにとっては小さいころからの兄貴分であり、達也たち不良もすぐに懐いている。
中学、高校時代は不良で空手をやっていたため腕力がかなり強く、バイクを持ち上げられるという噂がある。現在は鳶職人で、大工見習いをしている。ヒロシから「オオサンショウウオみたいだ」と突っ込まれるような出来事が過去にあった。
ヒロシの姉にプロポーズしていたが、仕事中に高所から転落し、重傷を負う（映画では病院に訪れた際にはもう意識は無かった）。回復していると見られたが、状態が急変した結果、息を引き取る。彼の死はヒロシにとっても影響を与えた。
ミユキ
演 - 本仮屋ユイカ
本作品のヒロイン的存在。栗色の髪をした不良少女。
ヒロシの想い人であるが、達也と付き合っている。原作では肉体関係もあり、達也の父親の下ネタにも軽く返せる。
彼女は達也のことが好きなのだが、達也は本気で付き合っているわけではないらしく、後に別れを切り出される。ヒロシの想いに気づいておらず、後に告白されるも断る。家はお金持ちらしい。
映画ではヒロシと同じ狛江北中の生徒であり（原作では同じ中学校かどうかは不明）、ごく普通の清純派な女子学生となっている。ヒロシが狛江から出て行く日に彼の見送りに行き、達也とより戻したことをヒロシに伝えた。
漫画版、テレビドラマ版では登場しない。
達也の父 / 井口 達夫
演 - 遠藤憲一/深水元基
中学生（当然無免許）の息子に車を貸すなど、達也と同じく傍若無人で、一般常識が通用しない。息子の喧嘩を止めずにむしろ参加することもあるが、加勢というより、単純に喧嘩の雰囲気に血が騒いで、つい参加してしまうというタイプ。
漫画版には登場しないが、漫画『チキン』には登場する。
江藤
演 - 哀川翔
少年課の刑事。ヒロシや達也らには手を焼いている。ヒロシ曰く、口臭がキツいらしい。
漫画版、テレビドラマ版では登場しない。
チアキ
漫画版のみの登場。ガガンボのツレ。小さいころから体が弱くいつもイジメられていたが、唯一ガガンボだけはいつも守ってくれたため、ガガンボがヒロシたちにグリフィンの居場所を問い詰められた際には、代わりにグリフィンの呼び出し方をヒロシたちに教えた。

## 書誌情報

### 小説
- 品川ヒロシ（著）・高橋ヒロシ（装画） 『ドロップ』 リトルモア、2006年8月10日初版第1刷発行、ISBN 4-89815-183-3
- 井口達也（著）・高橋ヒロシ（カバーイラスト） ・中島基文（デザイン） 『チキン』 リトルモア、2009年10月26日初版第1刷発行、ISBN 978-4-89815-274-4

### 漫画
- 品川ヒロシ（原作）・高橋ヒロシ（キャラクターデザイン）[注 1] ・ 鈴木大（作画） 『ドロップ』 秋田書店〈少年チャンピオンコミックス〉、全14巻
  1. 2007年8月8日発売[10]、ISBN 978-4-253-21331-8
  2. 2007年8月8日発売[11]、ISBN 978-4-253-21332-5
  3. 2008年3月7日発売[12]、ISBN 978-4-253-21333-2
  4. 2008年7月8日発売[13]、ISBN 978-4-253-21334-9
  5. 2008年11月7日発売[14]、ISBN 978-4-253-21335-6
  6. 2009年3月6日発売[15]、ISBN 978-4-253-21336-3
  7. 2009年6月8日発売[16]、ISBN 978-4-253-21337-0
  8. 2009年10月8日発売[17]、ISBN 978-4-253-21338-7
  9. 2010年1月8日発売[18]、ISBN 978-4-253-21339-4
  10. 2010年5月7日発売[19]、ISBN 978-4-253-21340-0
  11. 2010年9月8日発売[20]、ISBN 978-4-253-21424-7
  12. 2010年12月8日発売[21]、ISBN 978-4-253-21425-4
  13. 2011年4月6日発売[22]、ISBN 978-4-253-21426-1
  14. 2011年8月6日発売[23]、ISBN 978-4-253-21427-8

- 品川ヒロシ（原作）・鈴木大（作画） 『ドロップOG アウト・オブ・ガンチュー』 秋田書店〈少年チャンピオンコミックス〉、全26巻
  1. 2011年11月8日発売[24]、ISBN 978-4-253-21428-5
  2. 2012年3月8日発売[25]、ISBN 978-4-253-21429-2
  3. 2012年7月6日発売[26]、ISBN 978-4-253-21430-8
  4. 2012年11月8日発売[27]、ISBN 978-4-253-21761-3
  5. 2013年3月8日発売[28]、ISBN 978-4-253-21762-0
  6. 2013年7月8日発売[29]、ISBN 978-4-253-21763-7
  7. 2013年11月8日発売[30]、ISBN 978-4-253-21764-4
  8. 2014年3月7日発売[31]、ISBN 978-4-253-21765-1
  9. 2014年6月6日発売[32]、ISBN 978-4-253-21766-8
  10. 2014年11月7日発売[33]、ISBN 978-4-253-21767-5
  11. 2015年3月6日発売[34]、ISBN 978-4-253-21768-2
  12. 2015年7月8日発売[35]、ISBN 978-4-253-21769-9
  13. 2015年11月6日発売[36]、ISBN 978-4-253-21770-5
  14. 2016年3月8日発売[37]、ISBN 978-4-253-21771-2
  15. 2016年7月8日発売[38]、ISBN 978-4-253-21772-9
  16. 2016年11月8日発売[39]、ISBN 978-4-253-22181-8
  17. 2017年3月8日発売[40]、ISBN 978-4-253-22182-5
  18. 2017年7月7日発売[41]、ISBN 978-4-253-22183-2
  19. 2017年11月8日発売[42]、ISBN 978-4-253-22184-9
  20. 2018年3月8日発売[43]、ISBN 978-4-253-22185-6
  21. 2018年7月6日発売[44]、ISBN 978-4-253-22186-3
  22. 2018年11月8日発売[45]、ISBN 978-4-253-22187-0
  23. 2019年3月8日発売[46]、ISBN 978-4-253-22425-3
  24. 2019年7月8日発売[47]、ISBN 978-4-253-22426-0
  25. 2019年11月8日発売[48]、ISBN 978-4-253-22427-7
  26. 2020年3月6日発売[49]、ISBN 978-4-253-22428-4
- 井口達也（原作）・歳脇将幸（作画） 『チキン 「ドロップ」前夜の物語』 秋田書店〈少年チャンピオンコミックス〉、既刊45巻（2025年8月7日現在）
  1. 2010年12月8日発売[50]、ISBN 978-4-253-20708-9
  2. 2011年4月6日発売[51]、ISBN 978-4-253-20709-6
  3. 2011年8月6日発売[52]、ISBN 978-4-253-20710-2
  4. 2011年11月8日発売[53]、ISBN 978-4-253-20715-7
  5. 2012年3月8日発売[54]、ISBN 978-4-253-20716-4
  6. 2012年7月6日発売[55]、ISBN 978-4-253-20717-1
  7. 2012年11月8日発売[56]、ISBN 978-4-253-20718-8
  8. 2013年3月8日発売[57]、ISBN 978-4-253-20719-5
  9. 2013年7月8日発売[58]、ISBN 978-4-253-20720-1
  10. 2013年11月8日発売[59]、ISBN 978-4-253-20724-9
  11. 2014年3月7日発売[60]、ISBN 978-4-253-20725-6
  12. 2014年6月6日発売[61]、ISBN 978-4-253-20726-3
  13. 2014年11月7日発売[62]、ISBN 978-4-253-20727-0
  14. 2015年3月6日発売[63]、ISBN 978-4-253-20728-7
  15. 2015年7月8日発売[64]、ISBN 978-4-253-20729-4
  16. 2015年11月6日発売[65]、ISBN 978-4-253-20730-0
  17. 2016年3月8日発売[66]、ISBN 978-4-253-20733-1
  18. 2016年7月8日発売[67]、ISBN 978-4-253-22768-1
  19. 2016年11月8日発売[68]、ISBN 978-4-253-22769-8
  20. 2017年3月8日発売[69]、ISBN 978-4-253-22770-4
  21. 2017年7月7日発売[70]、ISBN 978-4-253-22771-1
  22. 2017年11月8日発売[71]、ISBN 978-4-253-22772-8
  23. 2018年3月8日発売[72]、ISBN 978-4-253-22773-5
  24. 2018年7月6日発売[73]、ISBN 978-4-253-22774-2
  25. 2018年11月8日発売[74]、ISBN 978-4-253-22775-9
  26. 2019年3月8日発売[75]、ISBN 978-4-253-22776-6
  27. 2019年7月8日発売[76]、ISBN 978-4-253-22777-3
  28. 2019年11月8日発売[77]、ISBN 978-4-253-22778-0
  29. 2020年3月6日発売[78]、ISBN 978-4-253-22779-7
  30. 2020年7月8日発売[79]、ISBN 978-4-253-22780-3
  31. 2020年12月8日発売[80]、ISBN 978-4-253-22781-0
  32. 2021年4月8日発売[81]、ISBN 978-4-253-22782-7
  33. 2021年8月6日発売[82]、ISBN 978-4-253-22783-4
  34. 2021年12月8日発売[83]、ISBN 978-4-253-22784-1
  35. 2022年4月7日発売[84]、ISBN 978-4-253-22785-8
  36. 2022年7月7日発売[85]、ISBN 978-4-253-22786-5
  37. 2022年12月8日発売[86]、ISBN 978-4-253-22787-2
  38. 2023年4月7日発売[87]、ISBN 978-4-253-22788-9
  39. 2023年8月8日発売[88]、ISBN 978-4-253-22789-6
  40. 2023年12月7日発売[89]、ISBN 978-4-253-22790-2
  41. 2024年4月8日発売[90]、ISBN 978-4-253-28451-6
  42. 2024年8月7日発売[91]、ISBN 978-4-253-28452-3
  43. 2024年12月6日発売[92]、ISBN 978-4-253-28453-0
  44. 2025年4月8日発売[93]、ISBN 978-4-253-28454-7
  45. 2025年8月7日発売[94]、ISBN 978-4-253-28455-4

## 映画
2009年3月20日に全国144スクリーンで公開された。主演は成宮寛貴と水嶋ヒロ。
20 - 22日の3日間で観客動員19万7000人、興行収入2億4781万円を記録。3月28日からは20スクリーン増え、164スクリーンに拡大上映。次作『漫才ギャング』の公開時に全国のテレビ朝日系列のローカル枠にて地上波放送された。

### キャスト（映画）
主なキャストは登場人物の項を参照。その他のキャストは以下。
- 小野 - 宮川大輔
- ファミレスの店員・神山 - 村上知子（森三中）[8]
- 宅配員 - 河本準一（次長課長）[8]
- 高校教師 - 坂井真紀[8]
- ヒデオの父 - 小林すすむ
- ヒデオの母 - 大島蓉子
- 医師 - 益岡徹[8]
- 床屋の店員 - 品川祐、庄司智春（品川庄司）
- 右手愛美、愛実、七菜香、大地洋輔、レイザーラモンRG、バッドボーイズ、イシバシハザマ、米原幸佑、永田彬、高橋邦彦（アホマイルド）、又吉直樹、若月亮、若旦那、末高斗夢 ほか

### スタッフ（映画）
- 原作・脚本・監督 - 品川ヒロシ
- 監督補 - 西山太郎[8]
- アクションコーディネーター - 諸鍛冶裕太[8]
- 音楽 - 沢田完
- 主題歌 - 湘南乃風「親友よ」[96]
- 企画 - 土川勉、岡本昭彦
- プロデュース - 水上繁雄、二木大介、片岡秀介
- 製作統括 - 小畑良治、中井秀範、阿佐美弘恭
- 製作 - 『ドロップ』製作委員会（角川映画、吉本興業、NTTドコモ）
- 配給 - 角川映画
- ビスタサイズ/ドルビーSRD/PG-12

## テレビドラマ
2023年6月2日から8月4日まで、WOWOWプライムの「連続ドラマW-30」枠で放送された。主演は細田佳央太。

### キャスト（テレビドラマ）
主なキャストは登場人物の項を参照。その他のキャストは以下。

#### 周辺人物
鈴木美鈴
演 - 田鍋梨々花
ヒロシのクラスメイトで、ヒロシの一目惚れ相手。
史華
演 - 中村里帆
美鈴の友達。
ゲーセンの店長
演 - 佐田正樹（バッドボーイズ）
片桐
演 - 波岡一喜
狛江西中OBのヤクザ。
荒牧
演 - 三浦誠己
狛江北警察署の刑事。刑事とは思えないような言動が多い。ヒデとは知り合い。
マサト
演 - 金城碧海（JO1）
過去に深い心の傷を背負った孤独なヒットマン。

### スタッフ（テレビドラマ）
- 原作 - 品川ヒロシ『ドロップ』（リトルモア刊）[6]
- 監督・脚本 - 品川ヒロシ[6]
- 音楽 - YHANAEL、DON[6]
- 撮影 - Yohei Tateishi[6]
- 美術 - 相馬直樹[6]
- 照明 - 志村昭裕[6]
- 録音 - 関口浩平[6]
- 編集 - 須永弘志[6]
- プロデューサー - 山田雅樹、大沼知朗（吉本興業）、古賀俊輔、城内政芳[6]
- 協力プロデューサー - 大木綾子[6]
- 制作プロダクション - ザフール
- 制作協力 - 吉本興業
- 製作著作 - WOWOW

### 放送日程
| 放送回 | 放送日  | サブタイトル                          |
| ------ | ------- | ------------------------------------- |
| 第一話 | 6月02日 | 炎の転校生!!信濃川ヒロシ              |
| 第二話 | 6月09日 | 襲来!!西中 テル!                      |
| 第三話 | 6月16日 | ヒロシVS西中 ジョー これは俺の喧嘩だ! |
| 第四話 | 6月23日 | 大乱闘!! 狛江西中の大逆襲             |
| 第五話 | 6月30日 | 調布鬼兵隊! 赤城と加藤                |
| 第六話 | 7月07日 | 最強マサト現る                        |
| 第七話 | 7月14日 | 元極道! 片桐くんとヒットマン          |
| 第八話 | 7月21日 | 最強と最凶! 達也、敗れる              |
| 第九話 | 7月28日 | 3号トンネルの最終決戦                 |
| 最終話 | 8月04日 | 最終決着!! 大乱闘の果てに             |